# Цибулівська сотня (Миргородський полк)
Цибулівська сотня (1748—1752)  — військова та адміністративна одиниця Миргородського полку за Гетьманщини. Сотенний центр — містечко Цибулів (нині село Цибулеве Знам'янського р-ну Кіровоградської обл.)

## Історія
Створена 1748 року на правобережжі Дніпра, навпроти Миргородського полку, як його адміністративна одиниця для захисту Лівобережної України від згубних вторгнень буджацьких татар.
1752 року указом Єлизавети Петрівни сотню ліквідували, а територію і козаків передали до складу щойно утвореного станово-територіального формування — провінції Нова Сербія.

## Населені пункти
Сотенний центр — містечко Цибулів. Села: Дмитрівка, Нестерівка, Самбросівка, Стецівка, Тонконогівка, Ухтівка, Федорки, Цибулівська слобідка. 
Хутори:
- Бондарця Івана, військового товариша
- Зенигородського Василя, військового товариша
- Кальницького Тихона, полкового осавула
- Павлова Семена, крилівського козака

## Сотенний устрій

### Сотники
- Дахно Данило, Корчевський Костянтин, Ковальчук Іван, Звенигородський Давид (1748 - 1750)
- Байрак Данило (1750 - 1752)
- Устимович Василь (з 1750 р.)

### Писарі
- Дебелій Микола (1742 - 1750)
- Война Федір (? - 1749)
- Лелека Яким (1749 - ?)
- Андрійович Семен (? - 1752 - ?)

### Осавули
- Кошовенко Василь (? - 1749)
- Кривошапка Федір (1749 - ?)

### Хорунжі
- Компанієць Петро (? - 1749)
- Мельник Василь (1749 - ?)
- Погрібний Петро (? - 1752 - ?)

### Городові отамани
- Родіоненко Яким (? - 1752 - ?)
- Кошовенко Василь, Касай Михайло.